# Incendio de Sierra Bermeja
El incendio de Sierra Bermeja fue un incendio forestal que se originó el 8 de septiembre de 2021 en el municipio de Jubrique en la provincia de Málaga, en Andalucía en España. 
Incendio intencionado con dos focos, iniciado a última hora del 8 de septiembre, controlado el 14 de septiembre de 2021 gracias a la lluvia y dado por extinguido el 24 de octubre de 2021. El 9 de septiembre se cobró la vida del bombero forestal almeriense Carlos Martínez Haro en acto de servicio. Afectó a un total de 8.401 ha situadas en sierra Bermeja en los términos municipales de Jubrique, Júzcar, Faraján, Genalguacil, Casares y Benahavis y sobre todo Estepona. En las tareas de extinción del incendio participaron efectivos de equipos de intervención de todas las provincias andaluzas, así como medios del Estado y de otras CC.AA. El incendio alcanzó un nivel de peligrosidad 2 con condiciones 30/30/30, es decir, menos de un 30% de humedad, más de 30 grados de temperatura y vientos de más de 30 kilómetros por hora.
Los incendios forestales en sierra Bermeja representan un problema extremadamente grave. En la serie histórica de incendios que va desde 1956 a 2022, sierra Bermeja registró un total de 31 incendios forestales, de los cuales 16 superaron las 500 hectáreas. Según estos datos, la montaña ha sufrido un incendio forestal superior a las 500 hectáreas cada 4,39 años en el periodo 1956-2022.